# Chris Kaman
Christopher Zane Kaman, poznatiji kao Chris Kaman, (Grand Rapids, Michigan, SAD, 28. travnja 1982.) je američko-njemački košarkaš koji je trenutno član Portland Trail Blazersa. Kaman je veliki dio karijere proveo nastupajući za gradske rivale LA Clipperse.
2,13 m visok i 120 kg težak košarkaš igra na poziciji centra. Na NBA Draftu 2003. godine, odabran je u prvoj rundi kao 6. pick na draftu od strane momčadi za koju danas igra. Na draft se prijavio nakon sveučilišne košarke u momčadi sveučilišta Central Michigan.

## Počeci
Kaman je pohađao kršćansku školu u Wyomingu, u Michiganu. Svoju srednjoškolsku momčad predvodio je do državnog Class D četvrtfinala. Tek je u četvrtfinalu poražen od Lenawee, također kršćanske škole.
Nakon srednje škole, tri godine nastupao je za sveučilišnu momčad Central Michigan. Momčad je vodio do Srednje-američkog konferencijskog prvenstva i NCAA turnira gdje su 2003. ostvarili pobjedu u prvom krugu. Novinska agencija Associated Press uručila mu je nagradu All-America, prije nego što je 2003. otišao na NBA draft.

## NBA karijera

### Los Angeles Clippers

#### 2003 - 2004: Rookie sezona
Kamana su uzeli Los Angeles Clippersi kao 6. pick na NBA draftu 2003., iza LeBron Jamesa, Darka Miličića, Carmela Anthonyja, Chrisa Bosha i Dwayne Wadea.
U svojoj rookie sezoni, Kaman je ostvario prosjek od 6,1 koševa, 5,6 skokova, 0,89 blokova. Tijrkom te sezone odigrao je sve 82 utakmice u prvenstvu, a u početnoj petorci počinjao je u njih 61 (74,39 % utakmica). Također, jedini je igrač Clippersa koji je odigrao sve 82 utakmice. Tako je Kaman postao drugi rookie u povijesti NBA lige koji je odigrao sve 82 utakmice u svojoj prvoj sezoni. Prije njega, taj rekord je ostvario Michael Brooks u sezoni 1980./81.
Ta sezona, za igrača je bila sve, samo ne spektakularna. Ostvario je svega pet skakačkih double-double-ova te je uvršten u drugu NBA Rookie momčad. Prema statistici bio je drugi rookie sezone po blokadama (.89), treći po ubačenim tricama (.460) i četvrti po broju skokova po utakmici (5,6). Na utakmici NBA Rookie All-Star Team, Kaman je ostvario 8 koševa i 7 skokova u 19 minuta igre i porazu svoje ekipe tijekom NBA All-Star vikenda u Los Angelesu.

#### 2004 - 2006: Poboljšanje
Godinu dana nakon svoje rookie sezone, Chris Kaman je poboljšao vlastitu igru te je imao prosjek od 9,1 koša, 6,7 skoka te 25,9 minuta po utakmici. U 63 utakmice koliko je odigrao tijekom sezone 2004./05. u njih 50 je startao u početnoj petorci. Zbog ozljede nije nastupio u 12 utakmica, uključujući prvih 11 utakmica na početku sezone zbog uganuća lijevog gležnja. U četiri utakmice postigao je preko 20 koševa te je ostvario 14 double-doubleova. U 16 utakmica bio je vodeći igrač momčadi po broju skokova a u 19 utakmica po broju blokada. Unatoč tome LA Clippersi se osmu godinu zaredom nisu uspjeli plasirati u play-off, ali Kaman je nastavio prikazivati napredak u vlastitoj igri.
Krajem sezone 2005./06. Kaman je imao prosjek od 11,9 koševa, 9,6 skokova i 1,38 blokova u 32,8 minuta po utakmici. Za momčad je odigrao 78 utakmica te je u svima počeo u startnoj petorci. Dvije utakmice je propustio zbog ponovnog uganuća lijevog gležnja a jednu utakmicu zbog bolova u lijevom koljenu. Sezonu je završio kao 9. NBA igrač po broju skokova po utakmici (9,6) te 24. bloker lige po prosjeku blokada (1,38 po utakmici). Chris Kaman je u 49 utakmica postigao dvoznamenkast broj koševa, od čega je u 10 utakmica postigao 20 ili više koševa. Također, igrač je ostvario rekord od 10 ili više skokova u 36 utakmica. Sezonu je završio s 29 double-doublea.
Sezona je bila tim veća jer su se Clippersi nakon 1997. ponovo plasirali u play-off. Krajem regularnog dijela sezone, momčad je završila na 6. mjestu Zapadne konferencije uz skor 47:35. Taj skor je treći najbolji u povijesti kluba, od vremena kada je sjedište kluba premješteno iz Buffaloa u Los Angeles.
U prvom krugu play-offa Clippersi su igrali protiv Denver Nuggetsa. Tijekom jedne od utakmica, igrač Denvera, Reggie Evans je namjerno udario Kamana u testise. Zbog tog poteza je kasnije kažnjen s 10.000 USD.
Tijekom 2009. godine Chris Kaman je bio jedini preostali igrač Los Angeles Clippersa iz originalne postave sezone 2005./06.

#### 2006 - 2007
Iako su se u Kamana polagala velika očekivanja, on je ostvario prosjek od 10,1 koša, 7,8 skokova i 1,5 blokada u 29 minuta po utakmici. Za Clipperse je odigrao 75 utakmica,  a loš prosjek sezone je obrazložen ozljedom tetive koljena u trening kampu čime mu je ograničena mobilnost na parketu. Zbog toga je slabo pratio ritam utakmice te nije mogao pridonijeti više u ofenzivi.
LA Clippersi su sezonu završili s negativnim skorom 40:42. Klub u play-offu nije prošao prvi krug protiv Golden State Warriorsa, dok je Kaman propustio jednu utakmicu.
Završetkom sezone, Chris Kaman je s klubom potpisao novi ugovor, ali LA Clippersi više nisu polagali velika očekivanja u igrača.

#### 2007 - 2008
Nakon što su Shaun Livingston i Elton Brand morali propustiti većinu sezone 2007./08. zbog dislociranog koljena, odnosno repture Ahilove tetive, vodstvo Clippersa je smatralo da momčad neće biti konkurentna kao prije dvije sezone. Međutim, Kaman je u toj sezoni bio jedan od najdominantnijih centara NBA lige s prosjekom od 15,7 koševa, 12,7 skokova i 2,8 blokada po utakmici. Iako nije odigrao dovoljno utakmica da bude na vrhu statistike, njegovi prosjeci skokova i blokada omogućili su mu da bude treći nabolji skakač i bloker sezone.

### New Orleans Hornets

#### 2011 - 2012
14. prosinca 2011. Clippersi su s mijenjali New Orleans Hornetsima mijenjali Kamana, Al-Farouq Aminu, Erica Gordona te prvi pick na draftu za 2012. za Chrisa Paula i dva picka u drugoj rundi sljedećeg drafta. Sam Kaman je u svojoj prvoj utakmici za novi klub postigao 10 koševa i 5 skokova. Nakon pet dana ostvario je najbolji rezultat karijere u skokovima - njih 15 a nakon nekoliko tjedana i najviše koševa u jednoj utakmici - 20.
Već 28. siječnja 2012. Hornetsi su objavili da namjeravaju mijenjati Kamana koji je bio najstariji igrač na rosteru. Razlog je bio zahtjev klupskog vodstva za većom minutažom mladih igrača.

### Dallas Mavericks
U srpnju 2012. Kaman je postao članom Dallas Mavericksa gdje se pridružio suigraču iz reprezentacije Dirku Nowitzkom. Igrač je s teksaškim klubom potpisao jednogodišnji ugovor vrijedan osam milijuna dolara a u jednoj sezoni koliko je proveo ondje, imao je prosjek od 10,5 koševa i 5,6 skokova u ukupno 66 odigranih utakmica.

### Los Angeles
Istekom ugovora s Dallasom, Chris Kaman se vraća u Los Angeles gdje je proveo najveći dio košarkaške karijere, ali ovaj puta u redove gradskih rivala LA Lakersa. Naime, klub je tražio novog centra nakon što je Dwight Howard otišao u Houston Rockets. Vodstvo kluba je već nakon tri dana od Howardovog odlaska, novu zamjenu pronašlo u Kamanu s kojim je potpisan jednogodišnji ugovor vrijedan 3,2 milijuna dolara.

## Reprezentacija
Chris Kaman uz američku, posjeduje i njemačku putovnicu. Nju je dobio je 2. srpnja 2008. jer mu je pradjed Nijemac, iako igrač u to vrijeme nije govorio njemački jezik.
Kaman je prvi puta zaigrao za njemačku košarkašku reprezentaciju u Grčkoj na kvalifikacijskom turniru za Olimpijadu u Pekingu 2008. Svoj debi ostvario je na utakmici protiv Zelenortskih Otoka. Na utakmici je ostvario double-double s 10 koševa i 10 skokova. U drugoj kvalifikacijskoj utakmici protiv Novog Zelanda, postigao je 20 koševa. Novinari su ga proglasili MVP-om turnira.
Budući da se Njemačka kvalificirala na Olimpijadu, Kaman je tamo igrao za tu nacionalnu reprezentaciju. Tada je se našalio na vlastiti račun te prije početka Olimpijade izjavio za Los Angeles Times: "Ponosan sam što sam Nijemac i uvijek sam se nekako osjećao kao stranac u NBA-u".
Kaman se ponovo pridružio reprezentaciji za potrebe EuroBasketa 2011. u Litvi

## Privatni život
U siječnju 2008. Chris Kaman je javnosti otkrio da mu je kao djetetu dijagnosticirana povećana hiperaktivnost (ADHD). Hiperaktivnost je posebno utjecala na njegovu igru za srednjoškolsku momčad. Zbog toga je koristio tablete Ritalin koje su mu smanjile apetit. Rezultat toga bila je igračeva povećana mršavost, dok je mozak zbog ADHD-a radio prebrzo. Psiholog Tim Royer koji je otkrio te dijagnoze za Kamana je sastavio dnevni program vježbi kako bi se usporio misaoni proces. To liječenje je prihvaćeno kao kognitivno bihevioralno liječenje ADHD-a.
Kamonov agent je Rob Pelinka.

## NBA statistika

### Regularni dio
| Godina    | Klub             | Odig. uta. | Uta. poč. | Min. | 2P%  | 3P%  | Sl. bac.% | Skok. | Asist. | Ukr. lop. | Blok. | Koševa |
| --------- | ---------------- | ---------- | --------- | ---- | ---- | ---- | --------- | ----- | ------ | --------- | ----- | ------ |
| 2003./04. | LA Clippers      | 82         | 61        | 22.5 | .460 | .000 | .697      | 5.6   | 1.0    | .3        | .9    | 6.1    |
| 2004./05. | LA Clippers      | 63         | 50        | 25.9 | .497 | .000 | .661      | 6.7   | 1.2    | .4        | 1.1   | 9.1    |
| 2005./06. | LA Clippers      | 78         | 78        | 32.8 | .523 | .000 | .770      | 9.6   | 1.0    | .6        | 1.4   | 11.9   |
| 2006./07. | LA Clippers      | 75         | 66        | 29.0 | .451 | .000 | .741      | 7.8   | 1.1    | .6        | 1.5   | 10.1   |
| 2007./08. | LA Clippers      | 56         | 55        | 37.2 | .483 | .000 | .762      | 12.7  | 1.9    | .6        | 2.8   | 15.7   |
| 2008./09. | LA Clippers      | 31         | 24        | 29.7 | .528 | .000 | .680      | 8.0   | 1.5    | .6        | 1.5   | 12.0   |
| 2009./10. | LA Clippers      | 76         | 76        | 34.3 | .490 | .000 | .749      | 9.3   | 1.6    | .5        | 1.2   | 18.5   |
| 2010./11. | LA Clippers      | 32         | 25        | 26.2 | .471 | .000 | .754      | 7.0   | 1.4    | .5        | 1.5   | 12.4   |
| 2011./12. | New Orleans      | 47         | 33        | 29.2 | .446 | .000 | .785      | 7.7   | 2.1    | .5        | 1.6   | 13.1   |
| 2012./13. | Dallas Mavericks | 66         | 52        | 20.7 | .507 | .000 | .788      | 5.6   | .8     | .4        | .8    | 10.5   |
| Ukupno    |                  | 606        | 510       | 28.7 | .485 | .000 | .744      | 8.0   | 1.3    | .5        | 1.4   | 11.8   |
| All-Star  |                  | 1          | 0         | 10.7 | .500 | .000 | .000      | 3.0   | 1.0    | .0        | .0    | 4.0    |

### Doigravanje
| Godina    | Klub        | Odig. uta. | Uta. poč. | Min. | 2P%  | 3P%  | Sl. bac.% | Skok. | Asist. | Ukr. lop. | Blok. | Koševa |
| --------- | ----------- | ---------- | --------- | ---- | ---- | ---- | --------- | ----- | ------ | --------- | ----- | ------ |
| 2005./06. | LA Clippers | 11         | 10        | 29.5 | .593 | .000 | .762      | 8.0   | .9     | .4        | .8    | 10.7   |
| Ukupno    |             | 11         | 10        | 29.5 | .593 | .000 | .762      | 8.0   | .9     | .4        | .8    | 10.7   |

## Vanjske poveznice
- Podaci o igraču na NBA.com
- Profil igrača na Basketball-reference.com  Arhivirana inačica izvorne stranice od 12. studenoga 2020. (Wayback Machine)